# No Mercy 2003
No Mercy (2003) was een professioneel worstel-pay-per-view (PPV) evenement dat georganiseerd werd door de World Wrestling Entertainment (WWE) voor hun SmackDown! brand. Het was de 6e editie van No Mercy en vond plaats op 19 oktober 2003 in het 1st Mariner Arena in Baltimore, Maryland.

## Matches
| Nr. | Match                                                                             | Winnaar(s)          | Opmerkingen                                                                                    | Bron  |
| --- | --------------------------------------------------------------------------------- | ------------------- | ---------------------------------------------------------------------------------------------- | ----- |
| 1H  | Billy Kidman vs. Shannon Moore                                                    | Billy Kidman        | Eén-op-één match. Match werd uitgezonden voorafgaand aan de pay-per-view op Sunday Night Heat. | [ 2 ] |
| 2   | Tajiri (c) vs. Rey Mysterio                                                       | Tajiri              | Eén-op-één match voor het WWE Cruiserweight Championship.                                      | [ 2 ] |
| 3   | Chris Benoit vs. A-Train                                                          | Chris Benoit        | Eén-op-één match. Benoit won door submission.                                                  | [ 2 ] |
| 4   | Zach Gowen vs. Matt Hardy                                                         | Zach Gowen          | Eén-op-één match.                                                                              | [ 2 ] |
| 5   | The Basham Brothers (Danny Basham & Doug Basham) vs. The APA (Bradshaw & Faarooq) | The Basham Brothers | Tag Team match.                                                                                | [ 2 ] |
| 6   | Mr. McMahon (met Sable) vs. Stephanie McMahon (met Linda McMahon)                 | Mr. McMahon         | "I Quit" Loser Gets Fired match.                                                               | [ 2 ] |
| 7   | Kurt Angle vs. John Cena                                                          | Kurt Angle          | Eén-op-één match. Angle won door submission.                                                   | [ 2 ] |
| 8   | Big Show vs. Eddie Guerrero (c)                                                   | Big Show (nc)       | Eén-op-één match voor het WWE U.S. Championship.                                               | [ 2 ] |
| 9   | Brock Lesnar (c) vs. The Undertaker                                               | Brock Lesnar        | Biker Chain match voor het WWE Championship.                                                   | [ 2 ] |